# Militärtribun

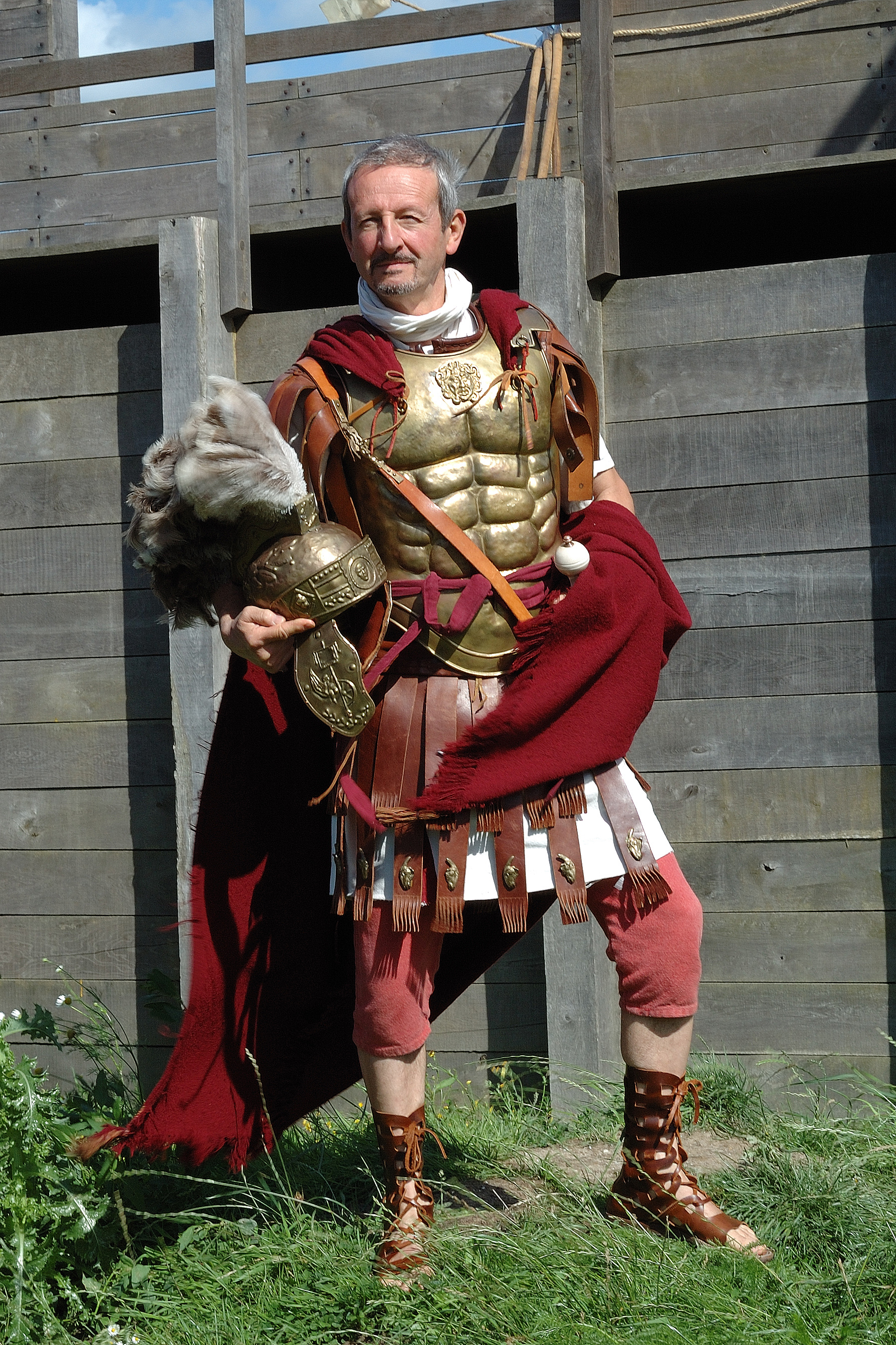
Rekonstruktionsversuch der Uniform eines Militärtribuns während der mittleren Kaiserzeit (Reenactment).

Tribunus militaris oder militum (lateinisch) bezeichnet einen höheren Offizier der römischen Armee und wird im Deutschen meist mit Militärtribun wiedergegeben, um eine Verwechslung mit den zivilen Volkstribunen zu vermeiden.

## Ursprung und Frühzeit
Bereits in der Königszeit sollen die Anführer von Abteilungen der Reiterei als Tribuni celerum bezeichnet worden sein. Der Ausdruck Tribun leitet sich von den tribus („Stämmen“) ab, den traditionellen Abteilungen der römischen Bürgerschaft, denen ein caput tribu (Stammeshauptmann) vorstand.
In republikanischer Zeit bestand die erste Aufgabe der neu gewählten Konsuln jedes Jahr darin, die Stabsoffiziere der Legionen zu ernennen. Einzelne Stimmen in der Forschung identifizieren diese Kriegstribune der frühen Republik des 5. Jahrhunderts v. Chr. mit den späteren Volkstribunen und gehen von einem ursprünglich einheitlichen Tribunenamt aus, das militärische wie zivile Aufgaben umfasste. Seit der Verdopplung der Armee während der Samnitenkriege im vorletzten Jahrzehnt des 4. Jahrhunderts v. Chr. gab es normalerweise vier Legionen, von denen jede sechs Tribuni militum erhielt. Sie mussten mindestens fünf Jahre militärische Erfahrung und den Zensus eines Eques (Ritters) haben und wechselten sich im Kommando der Legion alle zwei Monate ab. Außerdem waren sie für militärische Verwaltungsaufgaben, die Führung der Listen und ähnliche Geschäfte verantwortlich.
Diese Militärtribunen hielten auch die jährliche Musterung und Aushebung der Truppen ab, den sogenannten dilectus. An einem bestimmten Tag versammelten sich die römischen Besitzbürger jeder Tribus im wehrfähigen Alter zwischen dem 17. und 46. Lebensjahr und stellten sich auf dem Kapitol nach Größe und Alter geordnet in Vierergruppen auf. Die Tribunen suchten sich nun abwechselnd jeweils die am besten geeigneten Männer für ihre Legion aus. Durch dieses Aushebungssystem ließ sich quer durch die gesamte Armee ein einheitliches Erfahrungs- und Qualitätsniveau gewährleisten. Neben dem stadtrömischen dilectus, der traditionsgemäß auf dem Kapitol stattfand, gab es ab dem 3. Jahrhundert v. Chr., spätestens seit dem Zweiten Punischen Krieg, auch lokale Legionsaushebungen in entfernteren Teilen des römischen Staatsgebietes, die wahrscheinlich ebenfalls von zu diesem Zweck entsandten Tribunen durchgeführt wurden.
Die Truppenoffiziere (Centurionen) wurden von den Soldaten gewählt und ernannten ihre Stellvertreter (Optionen) und Unteroffiziere (Prinzipalen) selbst. Im Zeitraum zwischen 362 und 207 v. Chr. ging schrittweise auch die Wahl der 24 Militärtribunen auf das Volk über, was seit 311 v. Chr. gesetzlich festgeschrieben war. Wurde in Kriegszeiten eine höhere Anzahl von Legionen als regulär vorgesehen ausgehoben, blieb die Ernennung der zusätzlichen Tribunen jedoch weiterhin Aufgabe der Konsuln.

## Konsulartribunen
Eine Sonderform der militärischen Tribunen waren die Tribuni militum consulari potestate („Militärtribunen mit konsularischer Gewalt“). Sie wurden in der frühen römischen Republik zwischen 444 und 367 v. Chr. anstelle der Konsuln gewählt und waren damit die Oberbeamten der Republik in den jeweiligen Jahren. Diese Konstruktion diente nach Livius dazu, auch Plebejern, die für dieses Amt wählbar waren, den Zugang zu der höchsten obrigkeitlichen Gewalt zu eröffnen. Nach Erkenntnis aktueller Forschung waren die Militärtribune mit konsularischer Gewalt in der Praxis allerdings fast ausschließlich Patrizier und deren Klienten.

## Durchgangsamt für junge Aristokraten
Im Zuge der Professionalisierung des römischen Heerwesens im Verlauf des 2. Jahrhunderts v. Chr., die in der traditionellen Geschichtsschreibung mit der so genannten Heeresreform des Marius in Verbindung gebracht wird, erwies sich die hergebrachte Führungsstruktur als kaum praktikabel. Das Oberkommando der Armeen, die oft in lange andauernden Kampagnen eingesetzt wurden, war durch die Einrichtung der Promagistrate gesichert, die das Heer anstelle der in Rom unabkömmlichen Konsuln führen konnten. Jedoch gab es keine feste Regelung für das ständige Kommando einer einzelnen Legion. Für diejenigen Legionen, die selbstständig operieren sollten, begannen die Heerführer deshalb, so genannte Legaten („Stellvertreter“) zu ständigen Legionskommandeuren zu ernennen. Anders als die Tribunen, bei denen es sich um Angehörige des Senatoren- bzw. Ritterstandes handelte, die noch am Anfang ihrer Karriere standen und meist wenig militärische Erfahrung mitbrachten, waren die Legaten kriegs- und befehlserfahrene Männer, die oft auch politisch mit dem sie ernennenden Promagistrat oder Konsul verbunden waren. Etwa seit dem Bundesgenossenkrieg Anfang des 1. Jahrhunderts v. Chr. wurde das Amt des ständigen Legionskommandeurs zur festen Institution, sodass die Militärtribunen, die damals noch regulär von der Volksversammlung gewählt wurden und formal auch die Befehlsgewalt innehatten, in der Praxis zu reinen Stabs- und Verwaltungsoffizieren herabsanken.
Noch zur Zeit Cäsars standen jeder Legion sechs solcher Offiziere vor. Cäsar, der während seiner Zeit in Gallien in den 50er Jahren über acht bis zwölf teils selbst ausgehobene Legionen verfügte, delegierte seine Befehlsgewalt auf zehn Legaten (56 v. Chr.), die zum Teil auch aus mehreren Legionen bestehende Kontingente befehligten. Die Militärtribunen waren damals meist junge Aristokraten, die das Tribunat als Durchgangsstufe ihrer politischen Karriere betrachteten. Sie scheinen weder besondere militärische Eignung besessen noch eine wesentliche Rolle in der Truppenführung gespielt zu haben. Die eigentliche Bedeutung für die militärische Schlagkraft und Funktionsfähigkeit der Legion kam den Centurionen zu, die von Cäsar mit viel Lob hervorgehoben werden. Aus dieser Gruppe der altgedienten Berufsoffiziere rekrutierten sich nun auch höhere Offiziersämter wie das des Lagerpräfekten (Praefectus castrorum), der in Abwesenheit des Legaten und des obersten Tribuns das Kommando führte.

## Militärtribunen der Kaiserzeit

### Tribunen der Grenzarmee
In der Kaiserzeit gab es bei den Legionen der Grenzprovinzen im Wesentlichen zwei, möglicherweise drei Rangstufen von Militärtribunen, die sich in Uniformierung und Laufbahn unterschieden:

#### Tribunus laticlavius
Der Tribunus laticlavius („Militärtribun mit breitem Purpursaum“ an der Tunika) war ein junger, etwa 22-jähriger Aristokrat aus dem Senatorenstand (Ordo senatorius). Er war der ranghöchste der sechs Militärtribunen und rangierte als zweithöchster Offizier der kaiserzeitlichen Legion und Stellvertreter des Legatus, des Legionskommandanten. In der Regel blieb er nur ein bis drei Jahre auf dem Posten und setzte im Alter von etwa 25 Jahren seine zivile senatorische Karriere (Cursus honorum) fort. Das Amt bereitete ihn darauf vor, im späteren Verlauf seiner Karriere selbst als Legat oder Prokonsul den Befehl über eine Legion zu übernehmen. Der Latiklavtribun besaß einen eigenen Stab und verfügte neben beratenden Funktionen auch über militärische und richterliche Befugnisse. Er leitete die Übungen der Legion und ließ exerzieren. Beim Ausfall des Legaten vertrat er diesen und führte dann den Titel eines Tribunus prolegato.

#### Tribunus angusticlavius
Pro Legion gab es fünf Tribuni angusticlavii („Militärtribunen mit schmalem Purpursaum“). In der Rangfolge der Stabsoffiziere standen sie unter dem Lagerpräfekten, dem dritthöchsten Offizier der Legion. Auch sie waren junge Aristokraten, allerdings aus dem Ritterstand (Ordo equester). Sie dienten ebenfalls nur für etwa drei Jahre als Stabsoffiziere und begannen ihren Militärdienst im Regelfall als Kohortenführer. Als Tribun, der zweiten Rangstufe dieser Laufbahn, waren sie vornehmlich mit Verwaltungsaufgaben beschäftigt. „In Friedenszeiten führten sie den Befehl während des Exerzierens, überprüften die Sicherheit an den Lagertoren, überwachten die Vorratshaltung, kümmerten sich um die Zustände im Krankenlager und sprachen Recht.“ Einem Tribun war die Polizeistation (statio) des Legionslagers unterstellt, wo sich Arrestgefängnisse für die Soldaten befanden und disziplinarische Strafen vollstreckt wurden. Die Angustiklavtribunen nahmen beratend an den Versammlungen des Legionsstabes teil. Im Kampf führten sie zwei Kohorten (1000 Mann). Im Anschluss an das Tribunat konnten sie zu Hilfstruppenkommandeuren (Alenpräfekten) aufsteigen. Nach dem Ausscheiden aus der Legion setzten sie ihre Karriere mit zivilen kaiserlichen Prokuratorenämtern fort. Insgesamt war die ritterliche Laufbahn allerdings deutlich militärischer geprägt als die senatorische und zielte auf die Übernahme einer Präfektur, die zumeist militärischen Charakter besaß (z. B. Flotten-, Polizei- oder Prätorianerpräfekt).

#### Tribunus sexmenstris
Die Stellung des Tribunus sexmenstris („sechs Monate dienender Tribun“), den es wahrscheinlich bei jeder Legion einmal gab, ist quellenmäßig nur schwach dokumentiert und schwer zuzuordnen. Wahrscheinlich führte dieser Tribun den Befehl über die 120 Mann starke Reiterei der Legion. Das Amt weist starke Ähnlichkeiten mit der Arbeiterpräfektur auf, einem zivilen Sekretärs- und Aufsichtsposten beim Magistrat einer römischen Stadt. Über dieses Amt konnten lokale Notabeln in den Ritterstand aufsteigen. Es ist möglich, dass das Amt des sechsmonatigen Militärtribuns eine ähnliche Aufstiegsmöglichkeit eröffnete. Als siebter Tribun war dieser Offizier jedenfalls, soweit vorhanden, der niedrigste Stabsoffiziersgrad der kaiserzeitlichen Legion.

### Militärtribunen in städtischen Garnisonen
Die genaue Rangordnung und Aufgabenverteilung der Stabsoffiziere bei den Truppen, die nicht zu den Legionen der Grenzarmee gehörten, sondern in den Garnisonen der Städte lagen, lässt sich nur ungenügend erschließen. Auch hier gab es Militärtribunen, deren Funktionen und Rangstufen – vermutlich – weitgehend mit denen der Legionstribunen ident waren. Die Befehlshaber solcher Garnisonseinheiten hießen wie bei den Auxiliartruppen Präfekten.

## Tribunen in der Spätantike
In der Spätantike wurden Legionen nach dem Wegfall des Legaten in der Regierungszeit des Gallienus von Präfekten kommandiert, Abteilungen und Detachements von so genannten praepositi (wörtlich „Vorgesetzte“). Die traditionellen Legionstribunen verschwanden im 3. Jahrhundert und waren in der Zeit der diokletianischen und konstantinischen Reformen, welche die letzte Blütezeit des klassischen römischen Heerwesens markieren, bereits nicht mehr vorhanden. Der Militärrang Tribun taucht erst wieder in der zweiten Hälfte des 4. Jahrhunderts auf und bezeichnet nun einen Kommandeur der stark verkleinerten Legionen des spätrömischen Feld- oder Bewegungsheeres. Auch der Kohortenpräfekt bei den Hilfs- und Grenztruppen wurde in der Spätantike vom tribunus abgelöst.
Insgesamt ergibt sich für den römischen Militärtribun des späten 4. bis 6. Jahrhunderts aus den vorhandenen Quellen die Funktion eines höheren Truppenoffiziers. Tribunen der spätrömischen Armee waren einem Dux (Territorialbefehlshaber der Grenzarmeen) oder Comes (Kommandeur des Bewegungsheeres) unterstellt und befehligten eine eigene Einheit oder Untereinheit (Legion, Kohorte, Vexillation oder Numerus). Dabei konnten sie eigenständig oder in einem größeren Heeresverband operieren. Auch mit Sonderdiensten und militärdiplomatischen Missionen konnten Tribunen verantwortlich betraut werden.
Im späten 4. und 5. Jahrhundert war der Titel Tribun der gebräuchlichste höhere Offiziersrang und wurde variabel für jeden kommandierenden Offizier unterhalb der höchsten Führungsebene verwendet, teilweise auch zusätzlich zu der Bezeichnung praepositus. Die korrespondierende griechische Benennung war Chiliarch, was zum Teil aber auch als Entsprechung für den Dux verwendet wurde. Als Tribunus vacans („überzähliger Tribun“) konnten Militärtribunen auch ohne eigenes Truppenkommando an einer Schlacht teilnehmen und waren eventuell für Sonderaufgaben eingeteilt. Auch bei der römischen Flotte, in der kaiserlichen Leibwache und mit dem Amt des tribunus et notarius sogar unter den kaiserlichen Schreibsekretären ist der Offiziersgrad tribunus belegt. Außerdem wurde der Titel auch an gentiles verliehen, lokale nichtrömische Adelige oder Notabeln, die als Kommandanten verbündeter Volksgruppen (Foederaten) im römischen Auftrag die Reichsgrenzen beschützten.